# Stefan Hermann
Stefan Hermann (født 15. december 1971 i København) er administrerende direktør i LIFE Fonden og var før det rektor for Københavns Professionshøjskole og tidligere rektor for Professionshøjskolen Metropol inden sammenlægningen med UCC (University College Capital). Han har tidligere været vicedirektør på kunstmuseet Arken, fuldmægtig i Kulturministeriet, chefkonsulent i Undervisningsministeriet, og er forfatter til flere bøger og artikler om uddannelsespolitiske, pædagogiske og sociologiske problemstillinger .

## Baggrund og privat
Stefan Hermann er søn af jurist, seminarielærer og tidligere medlem af Folketinget for SF Leif Hermann og psykiater Nina Bille. Han er født i København, men opvokset i Skive. Han blev student fra Skive Gymnasium og HF i 1990 og cand.scient.pol på Institut for Statskundskab på Aarhus Universitet i 1999. Sideløbende med studierne var han medstifter af Kulturselskabet Swung og spillede håndbold på eliteniveau i 1990’erne. Han er i dag far til tre børn, er gift og bor på Østerbro.

## Karriere
- 1990 – 2004 Håndboldspiller i Skive FH, VRI (pokalfinale 1992, DM-bronze 1993), Randers HK, AGF (Århus GF), Trelleborg IF
- 1999 – Cand.scient.pol., institut for Statskundskab, Aarhus Universitet
- 1998 – 2001 Medstifter og formand, Kulturselskabet Swung
- 1999 – 2001 Amanuensis / ekstern lektor, Institut for Statskundskab, Aarhus Universitet
- 2001 – 2004 Fuldmægtig, Kulturministeriet
- 2004 – 2005 Chefkonsulent, Undervisningsministeriet
- 2005 – 2008 Vicedirektør, Arken Museum for Moderne Kunst
- 2008 – 2018 Rektor, Professionshøjskolen Metropol, København
- 2018 – 2023 Rektor, Københavns Professionshøjskole
- 2023 – Fondsdirektør, LIFE Fonden

### Tillidsposter
Bestyrelsesmedlem i
- Dansk Sprognævn
- Tænketanken DEA
- Fondet for Dansk-Norsk Samarbejde
- Østre Gasværk Teater

Formand for
- Danmarks Evalueringsinstituts ekspertpanel til evaluering af gymnasiereformen, 2008 – 2009

- Regeringens arbejdsgruppe til talentudvikling i uddannelsessystemet 2010-2011

- Professionshøjskolernes Forskningsudvalg 2011 –

Medlem af
- Ekspertudvalget om implementering af Barnets Reform, Socialministeriet

- Rådgivende udvalg vedr. forskningsprojektet "Skoleledelse, undervisning og elevpræstationer", SFI – Det Nationale Forskningscenter for Velfærd

- Experimentariums præsidium

- Vidensbydelens Udviklingsråd – et samarbejde med Universitets- og Bygningsstyrelsen, Københavns Kommune og Københavns Universitet

- Følgegruppe til Kortlægning af dansk social- og velfærdsforskning

- Rådet for Teknologi og Innovation

- Dialoggruppe for Ny Nordisk Skole

## Bøger
- Magt & oplysning – Folkeskolen 1950-2006, forlaget Unge Pædagoger, København 2007. ISBN 978-87-90220-44-0
- Et diagnostisk landkort over kompetenceudvikling og læring, forlaget Learning Lab Denmark, København 2003. ISBN 87-90462-30-0
- Fodbold set fra månen, forlaget Dafolo, Frederikshavn 2002. Redigeret sammen med filosof Morten Albæk. ISBN 87-7281-088-2
- syv originale godnathistorier til det 20. århundrede, Forlaget Sesam, København 1999. Redigeret for og med Kulturselskabet Swung. ISBN 87-11-13375-9
- Hvor står kampen om dannelsen?, Informations Forlag 2016

## Priser
- German Marshall Memorial Fellowship, august 2009
- Holger Prisen, september 2009
- I oktober 2021 modtog Stefan Hermann som repræsentant for og på vegne af Københavns Professionshøjskole Sappho-prisen 2021 fra Trykkefrihedsselskabet.[5]